# Rhipsalis monacantha
Rhipsalis monacantha là một loài thực vật có hoa trong họ Cactaceae. Loài này được Griseb. miêu tả khoa học đầu tiên năm 1879.